# Ukhaatherium
Ukhaatherium ist eine heute ausgestorbene Gattung der Säugetiere, die während der Oberkreide vor rund 84 bis 72 Millionen Jahren im heutigen Ostasien lebte. Sie ist vor allem aus Ukhaa Tolgod bekannt, wo sie allein mit acht Individuen belegt ist, sechs davon vollständig. Allgemein war Ukhaatherium mit einem Gewicht von rund 32 g recht klein und ähnelte heutigen Insektenfressern. Zudem wies es noch einige urtümliche Skelettmerkmale auf.

## Merkmale
Ukhaatherium war ein kleines Säugetier, welches nur rund 32 g wog und in seinem Habitus den heutigen Insektenfressern glich. Überliefert sind mehrere Individuen ausgewachsener Tiere, so dass ein Großteil des Skelettes heute bekannt ist. Typisch war der gekrümmte Verlauf der Wirbelsäule, die Anzahl der Rücken- oder Brustwirbel belief sich auf 19 bis 20 und entsprach so allgemein allen Theria. Die Halswirbel waren noch relativ einfach und besaßen zudem keine oder nur sehr kleine, für die heutigen Höheren Säugetiere aber meist typischen Dornfortsätze. Der Bewegungsapparat zeichnete sich durch langgestreckte Knochen des Oberarms- und -schenkels aus. Die Extremitäten endeten in fünf Strahlen. Charakteristisch war die Ausbildung eines Beutelknochens am Schambein des Beckens, der ein urtümliches Merkmal ist und bei Höheren Säugetieren heute nicht auftritt, allerdings bei Beuteltieren und bei noch urtümlicheren Säugetieren bekannt ist. Auch im Schädelbau wies Ukhaatherium einige Besonderheiten auf, die von heutigen modernen Säugern abweichen, sie aber auch mit diesen verbindet. Der Schädel erreichte eine Länge von 28 mm und war relativ schmal mit nur wenig weit ausgebildeten Jochbeinbögen. Urtümlich war vor allem das weit nach hinten reichende Nasenbein, moderner aber die Tatsache, dass der Rand der Orbita schon von einem Teil des Oberkiefers gebildet wurde. Die Bezahnung wich typisch für frühe Säugetiere von jener der heutigen ab und war umfangreicher. So ließen sich im Oberkiefer fünf, im Unterkiefer vier Schneidezähne nachweisen, während die Anzahl der Prämolaren bereits auf vier reduziert war. Damit wies Ukhaatherium ein gegenüber dem urtümlichen Angehörigen der Eutheria Eomaia schon etwas moderneres Gebiss auf, wobei im Gegensatz zu früheren Annahmen nicht der jeweils letzte (P5), sondern der mittlere Prämolar (P3) reduziert wurde. Die gesamte Zahnformel lautete dementsprechend: {\displaystyle {\frac {5.1.4.3}{4.1.4.3}}}. Allgemein war die Zahnreihe noch nicht geschlossen, vor allem die Ausbildung eines Diastema zwischen dem ersten und zweiten Prämolar zeigt die basale Stellung von Ukhaatherium an. Der Eckzahn war relativ groß, der erste Prämolar übertraf den zweiten an Größe, während als fortschrittliches Merkmal die Molaren teilweise verlängert waren, wobei der größte etwa 1,6 bis 1,9 mm Länge erreichte. Die beiden hintersten Prämolaren zeigten eine deutliche Molarisierung, glichen also dem hinteren Backenzähnen und besaßen wie diese einen hohen und konisch geformten Zahnschmelzhöcker.

## Fossilfunde
Seit dem Jahr 1990 fanden gemeinschaftliche Expeditionen des American Museum of Natural History und der Mongolischen Akademie der Wissenschaften in die Wüste Gobis der südlichen Mongolei statt, um dort oberkreidezeitliche und untertertiäre Wirbeltiere zu erforschen. Allein mehr als 500 Schädelreste von Säugetieren wurden am 1993 entdeckten Fossilfundplatz Ukhaa Tolgod im Nemegt-Becken entdeckt, zusammen mit hervorragend erhaltenen Fossilien von Dinosauriern – sowohl Skelette, Eier als auch Embryos –, Vögeln und Echsen. Herausragend waren dabei die Funde zweier Säugetiergattungen aus dem frühen Stadium der Entwicklung der Eutheria, darunter das erste bekannte von Ukhaatherium und ein weiteres von Zalambdalestes. Diese entstammen der Djadochta-Formation, die ins Campanium vor rund 84 bis 72 Millionen Jahren datiert wird. In der Folgezeit konnten durch mindestens acht verschiedene Individuen von Ukhaatherium, sechs davon mehr oder weniger vollständig mit dem Körperskelett vertreten, das nahezu vollständige Skelett dieses frühen modernen Säugetiers studiert werden, welches dadurch zu den am besten bekannten aller spätmesozoischer Säugetiere gehört. Ein weiterer früher Säuger wurde mit Maelestes im Jahr 2007 ebenfalls anhand von Funden aus Ukhaa Tolgod beschrieben.

## Paläobiologie
Es handelte sich bei Ukhaatherium wie bei vielen kreidezeitlichen Säugetieren um ein in seinem Körperbau generalisiertes Tier mit einer vierfüßigen, plantigraden (Sohlengänger) Fortbewegung, angepasst an das Bodenleben, allerdings ohne größere Spezialisierung auf eine sehr flinke oder anderweitige, beispielsweise grabende Lebensweise. Das Vorhandensein des Beutelknochens am Beckengürtel wird teilweise mit einer kürzeren Tragzeit in Verbindung gebracht, so dass weniger entwickelte Jungtiere zur Welt kamen, wie es heute bei den Beuteltieren noch der Fall ist. Heute besitzen nur Beutel- und Kloakentiere einen Beutelknochen, der aber keine direkte Funktion bei der Fortpflanzung besitzt, sondern ein Element des Bewegungsapparates darstellt, durch seine prominente Lage aber den Geburtskanal einschränkt. Unterstützt wird die Interpretation des nicht voll ausgereiften Nachwuchses auch durch die V-förmige Ausbildung des Sitzbeinbogens, ein Merkmal, das ebenfalls bei Beuteltieren und bei heutigen körperlich kleinen Vertretern der Eutheria mit weniger entwickeltem Nachwuchs vorhanden ist. Erst mit der Verlängerung der Tragzeit bildete sich der Beutelknochen zurück und der Sitzbeinbogen erweiterte sich.

## Systematik
Ukhaatherium ist eine Gattung aus der Familie der Asioryctidae innerhalb der Gruppe Asioryctitheria, sehr frühen Vertretern der Höheren Säugetiere, die in der späten Kreidezeit lebten. Als nächstverwandte Gattung gilt Asioryctes, beide zusammen formen die Unterfamilie der Asioryctinae, während Kennalestes etwas außerhalb dieser Gruppe steht. Charakterisiert sind diese frühen Säuger, die weitgehend auf Asien beschränkt sind, durch das Vorhandensein von vier Prämolaren. Ursprünglich wurden alle drei Gattungen zur Stammgruppe der Eutheria gezählt, neuere Untersuchungen sehen sie aber eher als Außengruppe, weshalb sie nun als nonplacentale Eutheria niederen Ranges eingestuft werden. Zu den nächstverwandten Gruppen zählen die Zalambdalestidae, die sich schon durch ein weiter reduziertes Gebiss auszeichnen.
Die Entdeckung von Ukhaatherium gelang 1993, die Erstbeschreibung erfolgte 1997 durch Michael J. Novacek und Forscherkollegen. Als Holotyp (Exemplarnummer PSS-MAE 10) gilt ein Schädel mit nahezu vollständigem Skelett. Als einzige Art ist Ukhaatherium nessovi anerkannt. Der Gattungsname Ukhaatherium setzt sich aus dem mongolischen Wort Ukhaa („braun“) und dem griechischen Wort θηρίον (thērion „Tier“) zusammen. Der Artname nessovi ehrt den Paläontologen Lev Nessov für seine Pionierarbeit zur Erforschung der mesozoischen Säugetiere Usbekistans und Kasachstans.